# Fulgoromorpha
Fulgoromorpha (ou Archaeorrhyncha) é uma infraordem de insectos da ordem dos Hemiptera. O seu aspecto externo fá-los parecerem-se muito com folhas e outras plantas do seu meio. Tal como os gafanhotos, o seu meio de locomoção é também o salto, ainda que se movam mais lentamente de modo a não atrair a atenção dos seus predadores. Distribuem-se por todo o planeta. Todos os membros deste grupo são fitófagos (alimentam-se de plantas), mas poucos são considerados como pragas para a agricultura. A infraordem contém apenas uma superfamília, Fulgoroidea. Os fulgoromorfos distinguem-se dos outros membros dos "Homoptera" por duas características, um veio anal bifurcado, em forma de Y nas asas anteriores, e pelas antenas espessas e divididas em três segmentos, com um segundo segmento (pedicelo) redondo ou oval que enverga uma arista fina e filamentosa.

## Descrição
As ninfas de muitos fulgoromorfos excretam cera por glândulas especiais nas terga abdominais, entre outras partes do corpo. Esta cera é hidrofóbica e ajuda a ocultar o corpo do insecto. As fêmeas adultas de muitas famíias também produzem cera que poderá servir de meio de proteção dos ovos.
São frequentemente vectores de doenças de plantas, especialmente de fitoplasmas que vivem no floema das plantas, que podem ser transmitidos para a planta enquanto o insecto delas se alimenta.

## Taxonomia
Alguns autores usam o nome Archaeorrhyncha como substituto de Fulgoromorpha.
As famílias não extintas pertencentes aos Fulgoroidea são:

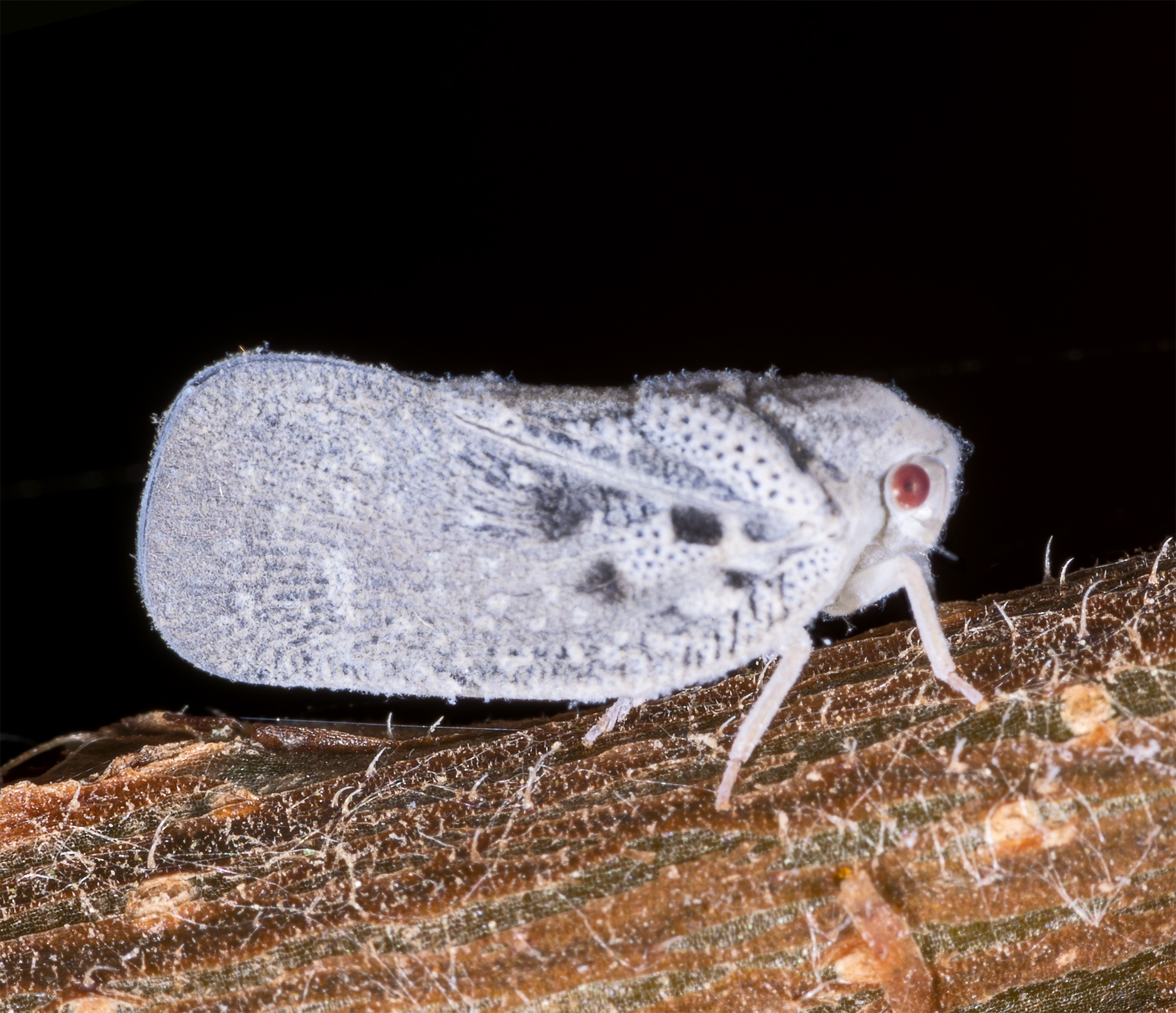
Metcalfa pruinosa (Flatidae)

- Acanaloniidae
- Achilidae
- Achilixiidae
- Cixiidae
- Delphacidae
- Derbidae
- Dictyopharidae
- Eurybrachyidae (= Eurybrachiidae)
- Flatidae
- Fulgoridae
- Gengidae
- Hypochthonellidae
- Issidae (inclui Caliscelidae)
- Kinnaridae
- Lophopidae
- Meenoplidae
- Nogodinidae
- Ricaniidae
- Tettigometridae
- Tropiduchidae